# Basa (Sprache)
Basa, auch genannt Abacha, Abatsa, Basa-Benue, Bassa-Komo, Bassa-Kwomu, Rubasa und Rubassa, ist eine Niger-Kongo-Sprache aus der Untergruppe der platoiden Sprachen, die in Zentralnigeria in den Local Government Areas Bassa, Ankpa, Nassarawa und Kwali sowie in der Stadt Makurdi von etwa 100.000 Menschen gesprochen wird. Sie zählt zur Gruppe der Kainji-Sprachen.
Das Basa wird zunehmend durch die Amtssprache Englisch verdrängt, einige Basa-Sprecher beherrschen zusätzlich die Sprachen Igala oder Nupe.